# یان مالمخو
یان مالمخو (انگلیسی: Jan Malmsjö؛ زادهٔ ۲۹ مهٔ ۱۹۳۲) خواننده و هنرپیشه سینما و تئاتر اهل کشور سوئد است.

## گزیدهٔ نقش‌آفرینی‌ها
- فانی و الکساندر
- پرده پاره
- صحنه‌هایی از یک ازدواج
- من دینا هستم
- ییم و دزدان دریایی بلوم